# Ligne Keihan Nakanoshima
La ligne Keihan Nakanoshima (京阪中之島線, Keihan Nakanoshima-sen) est une ligne ferroviaire du réseau Keihan à Osaka au Japon. Elle relie la gare de Nakanoshima à Osaka à celle de Temmabashi. La ligne est entièrement en souterrain et a la particularité d'avoir une pente importante (40 ‰ entre Temmabashi et Naniwabashi).

## Histoire
La ligne est inaugurée le 19 octobre 2008 après 5 ans de travaux.

## Caractéristiques

### Ligne
- Ecartement : 1 435 mm
- Alimentation : 1 500 V par caténaire

### Interconnexion
Les trains continuent sur la ligne principale Keihan à Temmabashi.

### Liste des gares
| Numéro | Gare          | Nom japonais | Distance depuis Nakanoshima (km) | Correspondances                                            | Arrondissement |
| ------ | ------------- | ------------ | -------------------------------- | ---------------------------------------------------------- | -------------- |
| KH54   | Nakanoshima   | 中之島       | 0                                |                                                            | Kita-ku        |
| KH53   | Watanabebashi | 渡辺橋       | 0,9                              | Métro d'Osaka : Yotsubashi (à Higobashi)                   | Kita-ku        |
| KH52   | Ōebashi       | 大江橋       | 1,4                              | Métro d'Osaka : Midōsuji (à Yodoyabashi)                   | Kita-ku        |
| KH51   | Naniwabashi   | なにわ橋     | 2,0                              | Métro d'Osaka : Sakaisuji (à Kitahama)                     | Kita-ku        |
| KH03   | Temmabashi    | 天満橋       | 3,0                              | Keihan : Keihan (interconnexion) Métro d'Osaka : Tanimachi | Chūō-ku        |